# Karl Herloßsohn
Karl Herloßsohn (tulajdonképpen Borromäus Sebastian Georg Karl Reginald Herloß, csehül: Jiří Karel Reginald Herloš) (Prága, 1804. szeptember 1. – Lipcse, 1849. december 10.) német regényíró és novellista.

## Élete
1813-ban a kisoldali gimnáziumban tanult, 1820-tól a prágai egyetem hallgatója lett. 1821-ben a jobb megélhetés reményében Bécsbe költözött. 1823 novemberétől Johann Prochaskánál működött mint házitanító. 1825 novemberében telepedett meg Lipcsében, ahol 1830-ban a Komet című folyóiratot alapította. Blummal és Marggraff-fal kiadta a Theaterlexicont (1839-42, 7 kötet). Összegyűjtött művei 1866-68-ban 12 kötetben jelentek meg.

## Nevezetesebb művei
- Der Venezianer (3 kötet, 1829)
- Der Ungar (3 kötet, 1832)
- Der letzte Taborit (2 kötet, 1834)
- Scherben (1838)
- Buch der Liebe (1842)
- Wallensteins erste Liebe (3 kötet, 1844)
- Die Tochter des Piccolimini (3 kötet, 1846)
- Dei Mörder Wallensteins (3 kötet, 1847, 2. kiad. 1849)
- Buch der Lieder (1848, 4. kiad. 1857)